# 4 Seasons of Loneliness
Singles de Boyz II Men
"I Remember"
(1995) "A Song for Mama"
(1997)
4 Seasons of Loneliness est une chanson de R&B et de ballade pop du quartet de chanteurs Boyz II Men originaire de Philadelphie. Écrite et produite par Jimmy Jam et Terry Lewis, elle fut le premier single tiré de l'album Evolution en 1997.
Elle rencontra le succès sur les radios des États-Unis, étant classée deuxième dès son entrée au Billboard Hot 100. La semaine suivante, elle prenait la première place, devenant le cinquième et dernier single en tête des charts du groupe. Elle resta une semaine à la première place puis fut détrônée par le single d'hommage d'Elton John à la Princesse Diana intitulé Candle in the Wind 1997.